# Ulf Fredeväg
Ulf Fredeväg, tidigare Södahl, född 12 maj 1958, är en svensk kristen barnboksförfattare och diakon i Equmeniakyrkan, som bor i Kuvarp i Tranemo kommun.
Fredeväg jobbade under täckmantel i Sydafrika och kämpade aktivt mot apartheidregimen under 1980-talet.

## Biografi
Fredeväg utbildade sig till diakon i Missionskyrkans regi, som sedan blev Equmeniakyrkan, på Lidingö folkhögskola. Han arbetar i Svenska Kyrkan i Dalstorps och Länghems församlingar i Göteborgs stift. Han bor med sin fru Agneta på retreatgården Kuvarp, där han även är adjungerad i Styrelsen i dess stiftelse.

### Sydafrika
Efter att ha rest runt i Sydafrika med sin dåvarande fru Hanne, och bland annat gjort sporadiska besök hos organisationer i landet som stöddes av SFCA, nuvarande Diakonia, fick de 1983 kontakt i Sverige med en av deras biståndsansvariga. Denna kontakt ledde fram till att de via Diakonia började formulera hur de skulle kunna stödja arbetet mot apartheiden, då organisationen inte officiellt fick anställa personer i Sydafrika. De två anställdes därför år 1985 av Svenska kyrkans missionsarbete och Evangelical Lutheran Church of South Africa (ELCSA) och åkte till Sydafrika året därpå till sin officiella arbetsort Port Elizabeth.
Under sin tid i Sydafrika jobbade de officiellt för ELCSA med ungdomar, kvinnor och utvecklingsarbete. Tack vare denna täckmantel kunde de utföra sina uppgifter för Diakonia och hålla utbildningar till halvt underjordiska anti-aphartheidorganisationer, under stor risk att arresteras på grund av tillståndet i landet. Södalh beskrev arbetet i ett brev till Sverige: "Eftersom det rådde undantagstillstånd, kunde inget arbete utföras öppet. Grupper var ofta tvungen att träffas på kvällarna eller natten. De hade inte råd att ta för mycket hänsyn till riskerna, eftersom tiden var knapp. Den 'nästa i ledet’ måste alltid vara beredd att ta över när någon greps. Det viktigaste arbetet var att stödja medvetandehöjandet och den politiska utbildning av folket."
All kommunikation med Sverige och kyrkan skedde med kodade meddelanden eftersom den lästes av polisen, vilket gör att dokumentationen är knapphändig. De kallade pengar för sweets och ett exempel på kodat meddelande ser ut såhär: ”You sweet tooth! Yes, I’ll send Marabou’s whole nut pistachio rum raisin truffle with cloudberry crisp”. Södahl gömde sina viktiga dokument under skräppåsen i köket.
Två av deras barn, Solveig och Linnea (mer känd som sångerskan Nea) föddes under denna.  Familjen åkte hem till Sverige 1991, och året efter då apartheidsystemet byttes ut fick Diakonia för första gången öppna ett officiellt kontor i landet. Ulf återvände som valobservatör vid det första fria valet i landet i april 1994.

## Författarskapet
Fredeväg har författat två barnböcker som har 24 kapitel för att de skall kunna användas som adventskalender vid bokläsning.

### Tre vise män, en tant och jag
Tre vise män, en tant och jag är en barnbok som gavs ut 2018 på Pärlans förlag. Boken tar upp berättelsen om de tre vise männen ur ett barns perspektiv. Boken är illustrerad av Nicolina Holmgren och passar för barn i åldrarna 6 till 9 år.

### Vi gav oss av mitt i natten
Vi gav oss av mitt i natten är en barnbok som gavs ut år 2020 på Pärlans förlag. Boken berättar om Jesus flykt till Egypten utifrån koptiska berättelser om Jesus första levnadsår. Även denna bok är illustrerad av Nicolina Holmgren och passar för barn i åldrarna 6 till 9 år.